# Hanna-Barbera
Hanna-Barbera Cartoons, Inc. — колишня американська анімаційна студія та виробнича компанія, яка діяла з 1957 року до її поглинання Warner Bros. Animation у 2001 році. Заснована 7 липня 1957 року творцями Тома і Джеррі Вільямом Ганною та Джозефом Барберою разом із Джозефом Сідні.

## Історія
Hanna-Barbera була заснована в 1944 році Вільямом Ганною та Джозефом Барберою, які працювали в Metro-Goldwyn-Mayer під назвою H-B Enterprises. Після того, як MGM закрили власну студію в 1958 році, H-B Enterprises стало постійною роботою Вільяма Ганни та Джозефа Барбери.
В 1992 році студія Hanna-Barbera створила студію Cartoon Network.
В 1996 році Turner Broadcasting була куплена фірмою Time Warner.

## Мультфільми студії
- «Том і Джеррі» (1940)
- «Пес Гакльберрі»
- «Флінстоуни»
- «Ведмедик Йоги»
- «Джетсони»
- «Космічний привид»
- «Фантастична четвірка»
- «Геркулоїди»
- «Шаззен»
- «Скубі-Ду, де ти?»